# Zahnarme
Die Zahnarmen (Pilosa) sind eine Ordnung der Säugetiere. In dieser Gruppe werden die Ameisenbären und die Faultiere zusammengefasst. Zusammen mit den Gepanzerten Nebengelenktieren bilden sie die Überordnung der Nebengelenktiere (Xenarthra).
Faultiere und Ameisenbären sind stark an die jeweilige Lebensweise angepasst und unterscheiden sich äußerlich deutlich voneinander. Ameisenbären sind langschnäuzige, zahnlose Tiere, die am Boden und in den Bäumen leben und sich von Insekten ernähren. Faultiere sind dagegen kurzschnäuzige, pflanzenfressende Tiere mit bis zu 20 homodonten Zähnen; sie leben auf Bäumen, die bodenbewohnenden Riesenfaultiere sind ausgestorben. Von den Gepanzerten Nebengelenktieren, die heute nur noch in Form der Gürteltiere vorkommen, unterscheiden sie sich im Fehlen der Hautpanzerung. Während die Monophylie der Nebengelenktiere als Taxon außer Zweifel steht, sind die Zahnarmen ein umstrittenes Taxon.
Schon Ende des 18. Jahrhunderts fassten Félix Vicq d’Azyr und Frédéric Cuvier mehrere Tiergruppen als Zahnlose (Edentata) zusammen. Diese schlossen neben den heute zu den Nebengelenktieren gerechneten Säugetieren auch noch die Ameisenigel, Schuppentiere und Erdferkel ein. Heute gelten diese Säugetiergruppen nur als oberflächlich ähnlich und nicht näher miteinander verwandt.